# Nació
El terme nació és un concepte de significat complex i múltiple que -breument- fa referència bàsicament al conjunt d'individus d'un marc legal concret o bé a un conjunt d'individus amb característiques culturals comunes en un espai geogràfic més o menys delimitat. També és molt complexa la relació que manté amb el concepte d'Estat, ja que hi ha estudiosos que els consideren totalment distingibles (p.e. el primer és bàsicament cultural i el segon bàsicament polític). Altres estudiosos, però, els identifiquen considerant que la nació només té plena realitat quan és constituïda com a Estat. Per altres autors el concepte nació solament té sentit des de la concepció que li donen els nacionalistes, d'aquesta opinió és Roberto Augusto, que diu que «una nació és allò que els nacionalistes creuen que és una nació», perquè aquest concepte «no significa res fora de la teoria de qui l'ha creat per als seus propòsits.» Alguns autors veuen en la nació i en el nacionalisme una forma de religió i no una cosa real o material. L'autor català J. Llobera manté que Déu va ser substituït gradualment per la nació. La nació seria el nou Déu de la modernitat.
En tot cas, des de l'origen de l'ús polític de nació, hi ha dues nocions d'aquest terme que parteixen d'una tradició francesa i una germànica. D'una banda, el concepte de nació d'origen francès, representa totes les persones que volen conviure en una mateixa comunitat política, al marge i per sobre de les diferències culturals de les persones que la conformen. D'altra banda, en el concepte d'origen germànic, la nació és un grup de gent que comparteix alguns trets característics, com la llengua, la cultura, certes institucions o l'origen ètnic.
El terme nació té el seu origen en el mot llatí natio, que s'utilitzava originalment a la Universitat de París per referir-se a un grup d'estudiants originaris d'un determinat país, que parlaven la mateixa llengua i es regien per les seves lleis pròpies.
Tot i que moltes nacions coincideixen avui en dia amb estats independents, aquest no és el cas més freqüent. Moltes nacions, com el Kurdistan, no tenen un estat independent.
De fet, el concepte d'estat nació va sorgir en els segles xviii i xix. Idealment els estats nació tenen un sentiment nacional homogeni en tot el territori, sovint acompanyat d'una uniformitat lingüística, legal i cultural. Però habitualment, els estats nació s'han creat a partir del domini d'un grup nacional enfront d'altres de minoritaris o sense accés a les estructures de poder, que tot sovint sobreviuen encara ara.
Sovint, s'utilitzen els termes nacional i internacional per referir-se als estats i a les seves relacions.
El sentiment de pertinença a una comunitat nacional se sol expressar amb símbols comuns, com ara una bandera, una cançó especial (l'himne nacional) o un dia de festa que commemora algun fet històric important per a la col·lectivitat (festa nacional).
Les nacions es diferencien de les ètnies per dos elements principals:
- Tenen un grau més elevat d'organització.
- La població no sol ser tan homogènia.

A diferència de les ètnies, el fet de pertànyer a una nació i de sentir-se membre d'aquesta no tan sols té l'origen en la circumstància d'haver nascut dins del seu territori, sinó que també es pot trobar en la voluntat o el desig personal de sentir-s'hi identificat, encara que no s'hi hagi nascut. Per referir-se a una nació sovint s'utilitza com a sinònim el mot país.
Avui dia es pensa que per tal que un grup humà pugui ser considerat nacional cal que compleixi tres condicions bàsiques formades al llarg del temps:
- Que aquesta comunitat de persones habiti en un espai geogràfic concret i ben delimitat.
- Que hi tingui unes diferències o senyals d'identitat (com ara la llengua), algunes tradicions i lleis, algun element físic (una muntanya o un paisatge determinats, per exemple) que es puguin considerar emblemàtics, i fins i tot certes maneres de ser col·lectives marcades per una cultura comuna.
- Que hi hagi una consciència de grup, també anomenada consciència nacional, en el sentit de posseir de manera permanent el sentiment i la voluntat de pertànyer a un grup de persones, a una col·lectivitat concreta.

## Definicions

### Als diccionaris
Institut d'Estudis Catalans
"Comunitat de persones que participen d'un sentiment d'identitat col·lectiva singular, a partir d'una sèrie de característiques compartides en el camp cultural, jurídic, lingüístic o altre."
Real Academia Española
"Conjunt de persones d'un mateix origen i que generalment parlen una mateixa llengua i tenen una tradició comuna."
Oxford Dictionary
"Un ampli conjunt de persones unides per una ascendència, història, cultura, o llengua comunes, que habiten en un estat o territori concrets."
Merriam-Webster
"Un grup de persones que comparteixen la mateixa història, tradicions, i llengua, i que generalment viuen en un determinat país."
Larousse
"Conjunt de persones que viuen en un mateix territori, que tenen un origen, una història, una cultura, unes tradicions, i a vegades també una llengua comunes, i que constitueixen una comunitat política."

## Nació il·lustrada i nació romàntica
Existeixen dues concepcions de nació, una nascuda del món de la Il·lustració i l'altra del món del Romanticisme. Una és la nació legal i l'altra la nació cultural. Totes les concepcions de nació, que són molt variades i subjectives, provenen d'una o altra o són barreges d'elements de totes dues.
La concepció de nació nascuda del món de la Il·lustració i la Revolució Francesa és la de nació com a conjunt de ciutadans d'un estat, amb tot allò que implica el concepte de ciutadania quant a drets i deures i a la sobirania. En aquesta concepció la nació no és prèvia a l'estat i no té cap mena de connotació cultural, ja que els ciutadans són un conjunt d'individus. És el marc legal el que ho condiciona tot. Aquest concepte de nació és el que es troba a l'Encyclopédie de Diderot i d'Alembert (1781):
| « | une quantité considérable de peuple, qui habite une certaine étendue du pays, renfermée dans de certaines limites, et qui obéit au même gouvernement [una quantitat considerable de persones que viuen en un país de certa extensió, confinats dins de certs límits i que obeeix al mateix govern] | » |

Aquesta concepció de nació és més objectiva i es pot traslladar a qualsevol lloc del món i qualsevol cultura, ja que no depèn d'aquesta. És la concepció legal i com a tal la més estesa. És el tipus de nació al quan fan referència les constitucions i tot marc jurídic a nivell internacional. Aquesta concepció per tant, pot ser aplicada a qualsevol lloc del món, ja que només cal un estat i un marc jurídic no autoritari on els ciutadans tinguin reconeguda la sobirania. Així es pot aplicar tant a un estat de la vella Europa com un estat nascut de processos de descolonització que no té característiques culturals pròpies o comunes a tota la seva ciutadania. Aquest concepte de nació representa l'esforç dels pensadors de la Il·lustració per superar les resistències de la història i alliberar l'individu dels determinismes del seu temps, sobretot de la religió, i afirmar la seva autonomia.
La concepció de nació nascuda del Romanticisme és la nació cultural. Va ser desenvolupada per Johann Gottfried von Herder, enemic dels francesos Rouseau i Voltaire i fundador del nacionalisme ideològic. És la cultura, sigui religió, llengua o costums, allò que dona cos a la nació. I aquesta cultura és fruit de la Història, de manera que la nació també ho és. Aquesta idea de nació apareix al món germànic amb la idea de volkgeist que vindria a ser alguna cosa així com "esperit del poble". En aquesta concepció la nació és anterior a l'estat i independent d'aquest. L'avantatge d'aquesta concepció és que la nació no és artificial, sinó que formada al llarg de la història, és quelcom més que uns límits polítics, que especialment en països nascuts de la descolonització són molt artificials. El concepte de nació té trets identitaris i, per tant, és alguna cosa més per als seus membres. Però que nació i estat no tinguin res a veure duu problemes polítics importants entre les comunitats nacionals i l'estat. A més, un altre problema és que aquesta concepció es fa incompatible amb la multiculturalitat i normalment amb la multietnicitat, de manera que no és aplicable a estats amb diverses comunitats culturals, sigui geogràficament per motius històrics o sigui per moviments migratoris. Cal l'assimilació d'una cultura dominant a la resta d'individus.
Aquestes dues concepcions no són incompatibles i en la pràctica conviuen a alguns estats. De fet, les nacions tendeixen a voler reunir les característiques tant de la nació legal com de la cultural. És a dir, les nacions pluriculturals que haurien de ser un simple conjunt de ciutadans tendeixen a uniformitzar culturalment les seves gents i les nacions culturals tendeixen a voler constituir-se com a estat, amb el seu marc legal propi i amb sobirania reconeguda.